# Puntate di Sun... Sex & Suspicious Parents (seconda stagione)
La seconda stagione di Sun... Sex & Suspicious Parents è andata in onda su BBC Three dal 25 gennaio al 7 marzo 2012.
In Italia è stata trasmessa in prima visione su iLIKE.TV dal 4 giugno al 16 luglio dello stesso anno.
È stata filmata nell'estate 2011.
I titoli di tutte le puntate portano il nome del luogo dove i due adolescenti protagonisti passano la settimana di vacanza tranne l'ultima, che mostra invece delle sequenze tratte da tutte le puntate e i relativi commenti di genitori e figli dopo la vacanza.
| nº | Titolo originale  | Titolo italiano   | Prima TV USA     | Prima TV Italia |
| -- | ----------------- | ----------------- | ---------------- | --------------- |
| 1  | Kos               | Kos               | 25 gennaio 2012  | 4 giugno 2012   |
| 2  | Malia             | Malia             | 1º febbraio 2012 | 11 giugno 2012  |
| 3  | Kavos             | Kavos             | 8 febbraio 2012  | 18 giugno 2012  |
| 4  | Ayia Napa         | Ayia Napa         | 15 febbraio 2012 | 25 giugno 2012  |
| 5  | Ibiza             | Ibiza             | 22 febbraio 2012 | 2 luglio 2012   |
| 6  | Zante             | Zante             | 29 febbraio 2012 | 9 luglio 2012   |
| 7  | After the Holiday | After the Holiday | 7 marzo 2012     | 16 luglio 2012  |

## Kos
- Titolo originale: Kos
- Diretto da: Amy Fallon

### Trama
Il luogo della vacanza è Kos (o Coo), nel Dodecaneso. La diciottenne Sophie dal Sussex è pronta a partire per godersi una settimana senza l'oppressione dei due genitori Testimoni di Geova, mentre il diciannovenne mammone ma esibizionista londinese Ronnie fa per la prima volta una vacanza dove non c'è la madre a prendersi cura di lui. Anche i loro genitori protettivi li spieranno, e vedranno dei lati nascosti dei loro figli.

## Malia
- Titolo originale: Malia
- Diretto da: Ceri Jones

### Trama
Il luogo della vacanza è Malia, a Creta. Il diciottenne Andy da Londra lascia sua madre iperprotettiva per una settimana indimenticabile coi migliori amici, dove sedurrà diverse ragazze. L'altra protagonista della puntata è la diciannovenne Adina da Lancashire, anche lei desiderosa di una vacanza incredibile, dove il suo unico pensiero saranno i ragazzi. I loro genitori, che segretamente li spiano, scopriranno così un aspetto diverso nei loro figli.
- Ascolti UK: 899.000 spettatori[senza fonte]

## Kavos
- Titolo originale: Kavos
- Diretto da: Maia Liddell

### Trama
Il luogo della vacanza è Kavos, a Corfù. Il diciottenne Asher dal sud-ovest del Galles lascia la sua adorata mamma per una settimana di divertimento con i suoi compagni di rugby prima di andare all'università. Da Cambridge invece parte il parrucchiere diciottenne Charlie, ancora vergine e desideroso di libertà oppressa dai genitori iperprotettivi. Nessuno dei due ragazzi sospetta che anche i loro genitori sono a Kavos, pronti ad osservarli segretamente. Asher trascorre la settimana cercando di rimanere fedele alla sua fidanzata, mentre Charlie al contrario spera di rendere la vacanza indimenticabile.
- Ascolti UK: 1 milione di spettatori[2]

## Ayia Napa
- Titolo originale: Ayia Napa
- Diretto da: John Featherstone

### Trama
Il luogo della vacanza è Ayia Napa, in Cipro. Lyndsey, ragazza disoccupata ma festaiola, e le sue amiche sono determinate a divertirsi, bere e incontrare ragazzi. Nel frattempo, un ragazzo ancora vergine di Gatwick, Tom, e i suoi amici stanno cercando di abbordare delle ragazze con drink alcolici. I loro genitori nel frattempo li stanno segretamente spiando, scoprendo dei lati mai visti nei loro figli.
- Ascolti UK: 1.15 milione di spettatori[3]

## Ibiza
- Titolo originale: Ibiza
- Diretto da: Victoria Watts

### Trama
Il luogo della vacanza è l'isola Ibiza. Ollie, da Portsmouth, festeggia il suo compleanno bevendo, baciando e conquistando diverse ragazze, mentre Shannon si dà all'alcol e si veste provocatoriamente. Anche i loro apprensivi genitori sono ad Ibiza, e passano il tempo a spiarli segretamente.
- Ascolti UK: 1.42 milione di spettatori[4]

## Zante
- Titolo originale: Zante
- Diretto da: Marina Warsama

### Trama
Il luogo della vacanza è l'isola Zante. Alex, da Newcastle, non ha un buon rapporto con i genitori e soprattutto col padre adottivo, e in questa vacanza, tra cocktail e alcuni litigi con gli amici, riflette sulla sua situazione. Sophie, da Brighton, è invece figlia di genitori fortemente cristiani, e in vacanza non si comporta propriamente seguendo i valori da loro imposti. I quattro genitori dei ragazzi, che li seguiranno segretamente, scopriranno così un lato nascosto dei loro figli.

## After the Holiday
- Titolo originale: After the Holiday
- Diretto da: Matt Ramsden

### Trama
Si ripercorrono tutti i protagonisti e le loro vicende delle sei puntate già trasmesse della stagione (ad eccezione di Andy della seconda puntata e Shannon della quinta) in una sorta di meglio di, con l'aggiunta di commenti registrati qualche tempo dopo sia dai genitori che dai figli riguardanti alcuni momenti della vacanza e quello che è successo una volta conclusa.
- Nota: il doppiaggio italiano vede doppiatori diversi da quelli che hanno avuto i protagonisti nelle precedenti puntate, e gli spezzoni tratti da questi sono stati ridoppiati interamente.